# همه نه یارد (فیلم)
همه نه یارد (به انگلیسی: The Whole Nine Yards) فیلمی محصول سال ۲۰۰۰ به کارگردانی جاناتان لین است. در این فیلم، بازیگرانی همچون: بروس ویلیس، متیو پری، روزانا آرکت، مایکل کلارک دانکن، آماندا پیت، کوین پولاک، ناتاشا هنستریج و هارلند ویلیامز ایفای نقش کرده‌اند.
دنباله این فیلم در سال ۲۰۰۴ با نام همه ده یارد پخش شد.